# Colle di Balisio
Il Colle di Balisio è un passo montano situato nella Valsassina, in Lombardia, a un’altitudine di 725 metri. Rappresenta un punto di collegamento importante tra il fondovalle della Valsassina e la città di Lecco.

## Geografia
Il Colle di Balisio si trova nelle Prealpi Orobie ed è attraversato dalla Strada Provinciale 62 della Valsassina, che collega Lecco ai principali comuni della valle. Il passo è situato nelle vicinanze del Torrente Pioverna, il corso d’acqua principale della Valsassina.
Il Colle di Balisio è stato per secoli una via di transito strategica per collegare la Valsassina al Lago di Como e alla città di Lecco. Durante il Medioevo, era utilizzato come percorso per il trasporto di ferro e altri materiali estratti dalle miniere della valle.